# Катевич, Рената
Рената Катевич (пол. Renata Katewicz; род. 2 мая 1965, Канички, Квидзынский повят) — польская легкоатлетка, специалистка по метанию диска. Выступала за сборную Польши по лёгкой атлетике в 1980-х и 1990-х годах, чемпионка Универсиады, бронзовая призёрка Кубка Европы, многократная победительница польских национальных первенств, участница двух летних Олимпийских игр.

## Биография
Рената Катевич родилась 2 мая 1965 года в деревне Канички Поморского воеводства, Польша.
Дебютировала в лёгкой атлетике на международном уровне в сезоне 1983 года, когда вошла в состав польской национальной сборной и выступила на чемпионате Европы среди юниоров в Швехате, где заняла в метании диска шестое место.
Начиная с 1986 года выступала на взрослом уровне, в частности побывала на взрослом европейском первенстве в Штутгарте — стала в метании диска восьмой.
В 1987 году участвовала в чемпионате мира в Риме, показав в своей дисциплине 11 результат.
В августе 1988 года на соревнованиях в Лодзи установила свой четвёртый национальный рекорд Польши в метании диска — 66,18 метра. Рекорд до сих пор остаётся никем не побитым. Благодаря череде удачных выступлений удостоилась права защищать честь страны на летних Олимпийских играх в Сеуле — здесь метнула диск на 60,34 метра и с этим результатом не смогла преодолеть предварительный квалификационный этап.
После достаточно длительного перерыва в 1993 году Катевич вернулась в состав легкоатлетической команды Польши и продолжила принимать участие в крупнейших международных соревнованиях. Так, в 1993 году в метании диска она одержала победу на летней Универсиаде в Буффало, стала третьей на Кубке Европы в Риме, выступила на мировом первенстве в Штутгарте.
В 1994 году отметилась выступлением на чемпионате Европы в Хельсинки, но была здесь далека от попадания в число призёров.
Благополучно прошла отбор на Олимпийские игры 1996 года в Атланте — во время квалификационного этапа показала результат 58,24 метра и с ним не смогла попасть в финальную стадию соревнований.
В течение своей спортивной карьеры Рената Катевич в общей сложности восемь раз становилась чемпионкой Польши в метании диска (1985—1988, 1992, 1994, 1996—1997).